# Sklizeno
Sklizeno je česká síť prodejen potravin. V nabídce převažují potraviny malých a středních výrobců z Česka, doplněné jsou o zahraniční potraviny. Sklizeno vzniklo v roce 2011, v roce 2016 se spojilo s konkurenčními sítěmi Náš Grunt a My Food. V květnu 2018 síť čítala 51 prodejen, restaurací a bister částečně ve vlastnictví společnosti a částečně franšízových.

## Historie
První prodejna Sklizeno otevřela v Brně v roce 2011. V roce 2012 pak otevřela prodejnu v Praze a později se rozšířila síť i do Zlína a Olomouce. Paralelně se Sklizeno vznikly konkurenční sítě potravin Náš Grunt (původně Český grunt) a My Food (původně My Food Market). Všechny tři sítě se postupně spojily v roce 2016 pod značku Sklizeno a rozšířily své aktivity. 

## Další aktivity
Kromě prodejen Sklizeno má ještě eshop, online cateringové služby, vlastní potraviny a hotová jídla a restaurace, která jsou pod značkou My Food.